# ながとブルーエンジェルス
ながとブルーエンジェルス（Nagato Blue Angels / NBA）は、山口県長門市を本拠地として活動している女子7人制ラグビーチーム。

## 来歴
長門市は全国高校ラグビーで県勢最多の29回出場を誇る大津緑洋高校があるなどラグビーが盛んな土地柄で、ラグビーワールドカップ2019では市内の長門市俵山多目的交流広場がカナダ代表の公認キャンプ地に選ばれた。大会後もこうしたラグビー熱をレガシーとして残すため、鉄骨加工業のヤマネ鉄工建設が資金を拠出して運営法人である「一般財団法人ながとスポーツ財団」を設立し、2017年にチームが創設された。ヘッドコーチに7人制ニュージーランド代表だったエドウィン・コッカーを招聘した。
その後太陽生命ウィメンズセブンズシリーズ2019で総合優勝。
翌2020年、長門市東深川のヤマネ鉄工建設旧工場を改装して、チームが運営する複合施設がオープンした。
2022年シーズンはヘッドコーチのエドウィン・コッカーがニュージーランド代表のアシスタントコーチに就任するため退任、後任として7人制パプアニューギニア女子代表のヘッドコーチを務めていたポール・ティッチェンを招聘したが、連覇を逃したこともあって1年で退任、元7人制ニュージーランド代表のロテ・ライカブラを招聘した。

## 在籍選手
2024年シーズン
- 藤崎春菜 (主将、PR)
- 坪井美月 (副将、HO)
- バティヴァカロロライチェル海遥（PR、7人制女子日本代表）
- 井上藍 (HO)
- ルシーラ・ナガサウ (PR、7人制女子フィジー代表)
- カーリ・ヘンウッド (PR、7人制女子オーストラリア代表)
- ソフィー・ダフ (PR)
- 森瀬詩乃 (PR)
- プルーニー・キヴィット (SO、女子オランダ代表)
- 辰己裕有希 (SH)
- 辻﨑由希乃 (CTB、7人制女子日本代表)
- 大内田優月 (SH)
- 平野優芽（SO、7人制女子日本代表）
- バティヴァカロロアテザ優海 (CTB、元7人制女子日本代表)
- 田中笑伊 (SO、7人制女子日本代表)
- 室越香南 (SH、元7人制女子日本代表）
- 大谷芽生（CTB、7人制女子日本代表）
- ジラワン・チュトラクン（WTB、元7人制女子タイ代表）
- アマーリ・ハラ (WTB)
- 新野由里菜 (SO)
- 東あかり (WTB)

### 元所属選手
- パラキゆき（SH、元15人制女子日本代表）
- 藪内あゆみ（HO、7人制女子日本代表、現・ナナイロプリズム福岡）
- 河本美希 (PR)
- 木下由美 (HO)
- 磯貝美加紗（WTB、女子日本代表）
- ボーエン・マヌフトゥ（PR、元7人制女子オランダ代表）
- クリスタル・メイズ（CTB、元7人制女子ニュージーランド代表）
- アカニシ・ソコイワサ（WTB、元7人制女子フィジー代表）
- レベッカ・トゥフガ（PR、元7人制女子ニュージーランド代表）
- グレース・ククタイ (PR)
- テイミートぺ・オグンジミ（英語版） (PR、元7人制女子カナダ代表）
- ビアンカ・シルバ（英語版）（WTB、7人制女子ブラジル代表）
- ナディーン・ルース（英語版）（CTB、7人制女子南アフリカ代表）
- グレース・ アディアンボ・オクル（英語版）（U、7人制女子ケニア代表）

## 獲得タイトル
- 太陽生命ウィメンズセブンズシリーズ
  - 総合優勝４回（2019年度、2021年度、2023年度、2024年度）